# Курносенко Вікторія Всеволодівна
Курносенко Вікторія Всеволодівна (17 березня 1939) — радянський і український художник по гриму Одеської кіностудії. Член Національної спілки кінематографістів України.

## Фільмографія
Брала участь у створенні стрічок:
- «Комеск» (1965)
- «Явдоха Павлівна» (1966)
- «Випадок зі слідчої практики» (1968)
- «Крок з даху» (1970, у співавт.)
- «Поїзд у далекий серпень» (1971)
- «Ар-хі-ме-ди!» (1975)
- «Втеча з в'язниці» (1977)
- «Іподром» (1979)
- «Сто перший» (1982, т/ф, 2 с)
- «Військово-польовий роман» (1983, реж. Петро Тодоровський)
- «Канікули Петрова і Васєчкіна, звичайні й неймовірні» (1984)
- «Берег його життя» (1984, 3 с, у співавт.)
- «Мільйон у шлюбному кошику» (1985)
- «Секретний фарватер» (1986)
- «Обранець долі» (1987)
- «Фанат 2» (1990)
- «Невстановлена особа» (1990)
- «Три історії» (1997, реж. Кіра Муратова)
- «Чеховські мотиви» (2002, реж. Кіра Муратова)
- «Довідка» (2005, к/м)
- «Стріляй негайно!» (2008)
- «Вічне повернення» (2012, реж. Кіра Муратова) та ін.